# شرکت حمل و نقل عمومی میلان
شرکت حمل و نقل عمومی میلان (به اختصار ATM) یک شرکت همگانی ، مسئول حمل و نقل همگانی در شهر میلان و حومه در ایتالیا است.
با۱۸ خط تراموا شروع به کار کرد.که بخشی از آن با تراموای پیتر ویت از دهه ۱۹۲۰ فعالیت می کرد. ۸۲ خط اتوبوس شهری ، جهار خط اتوبوس برقی، سی و پنج خط اتوبوس بین شهری ، چهار خط مترو (سامانه ترابری میلان) هفتصد و سی و چهار میلیون مسافر در سال ۲۰۱۰ جابجا کرده است.
همچنین این شرکت خدمات جزئی دیگر که عمدتاً مربوط به حمل و نقل در اطراف شهر است پیشنهاد می دهد.

## تاریخچه
حمل و نقل عمومی در میلان در ۱۷ اوت ۱۸۴۰ با افتتاح راه آهن میلان - مونتزا شروع به کار کرد.
ماشینهای بخار ، اتوبوسهایی را که در سال ۱۸۴۱ معرفی شده بودند می کشیدند . خدمات توسط شرکت SAO ارائه می شدند.شرکت مسئول ۱۱ خط اتوبوس بین سالهای ۱۸۶۱ و ۱۸۶۵ بودند.

## نگارخانه

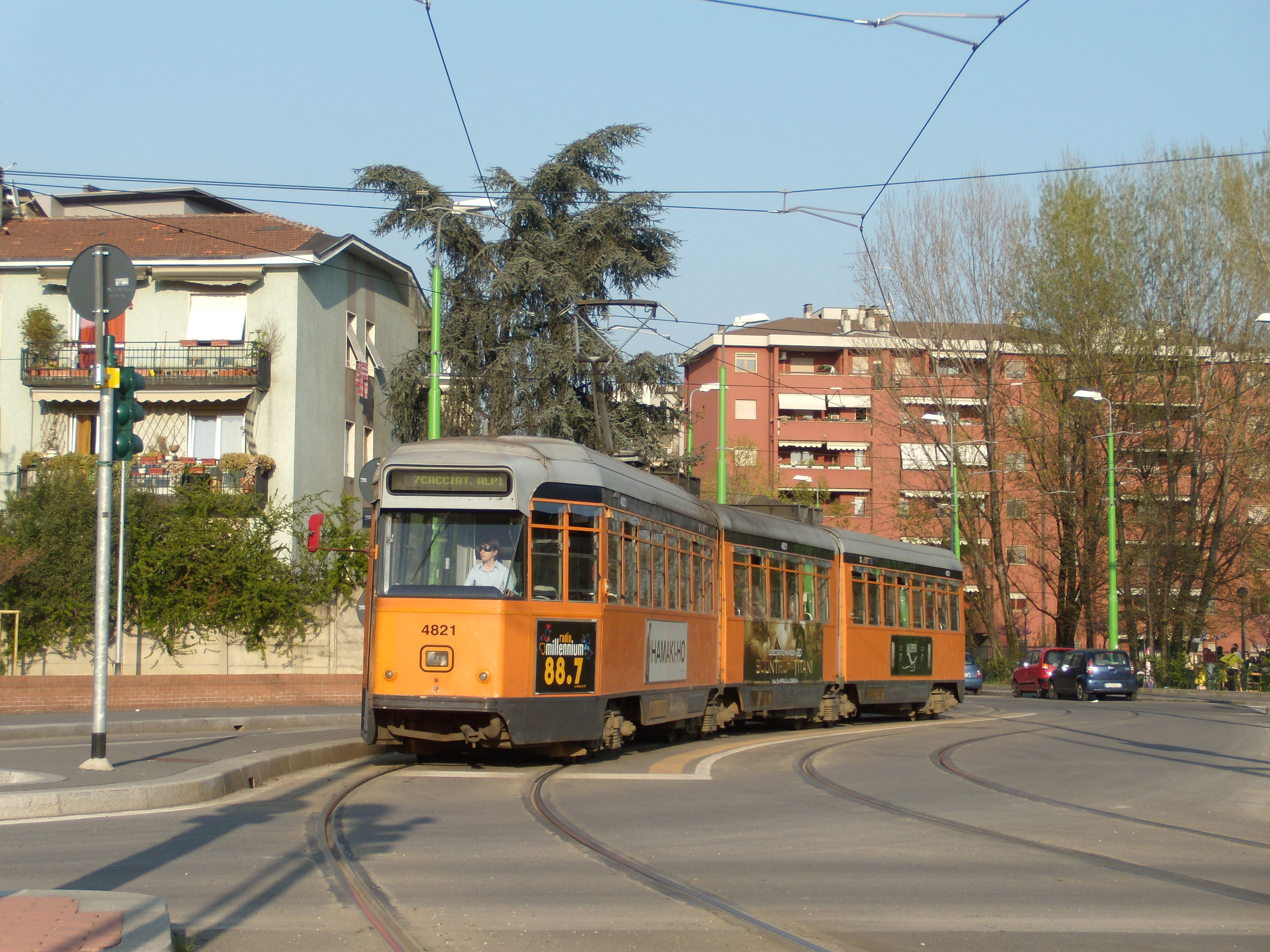
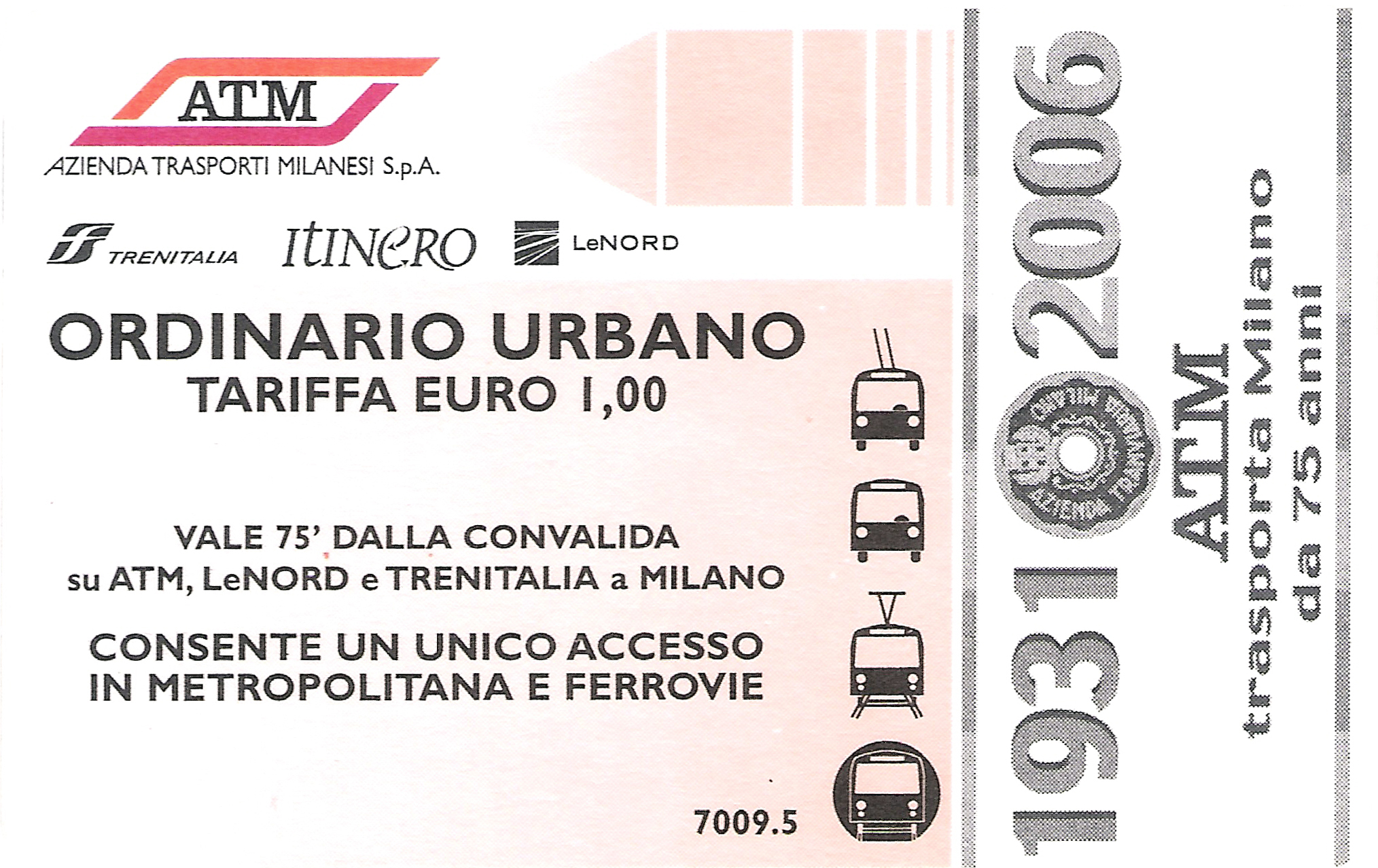
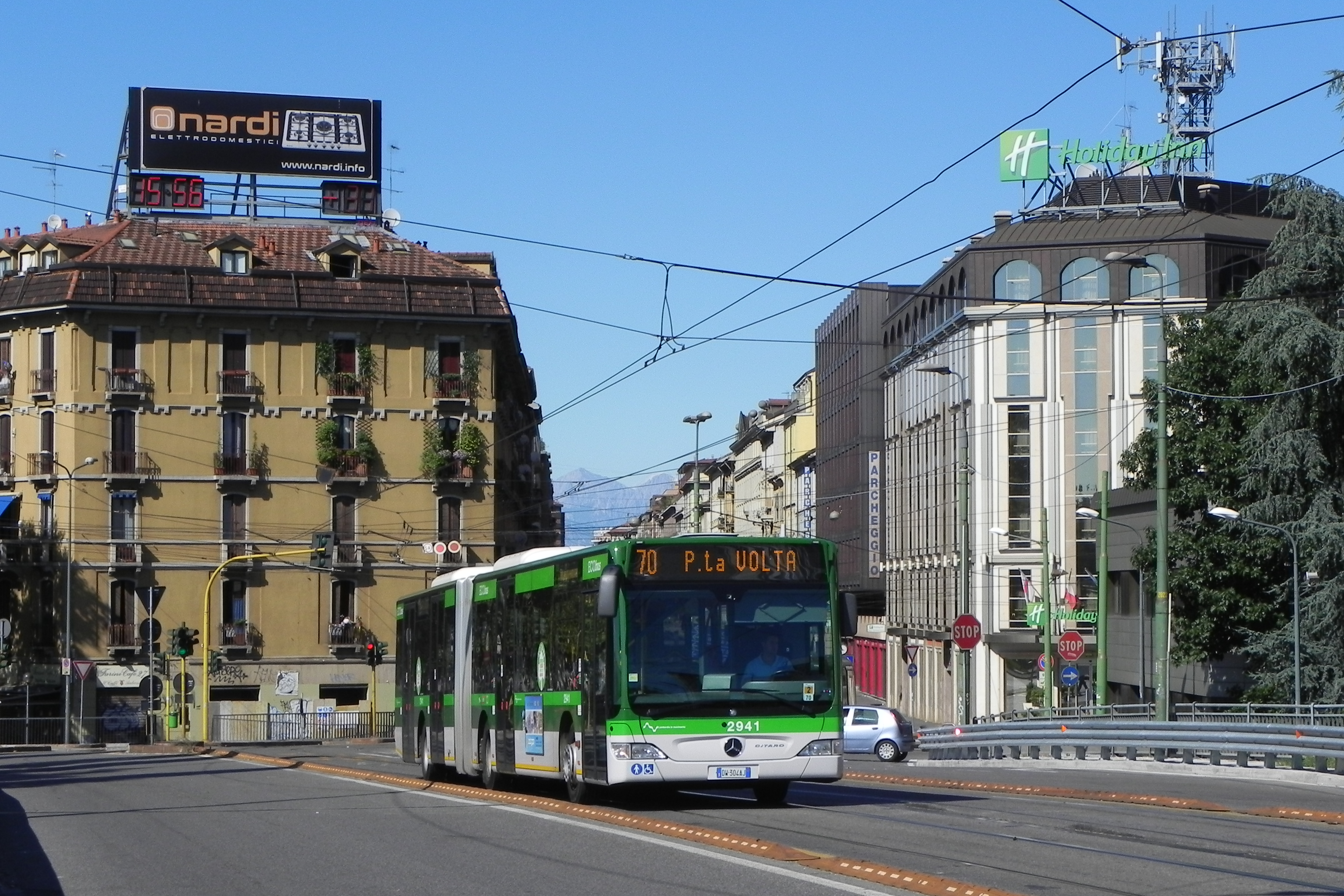
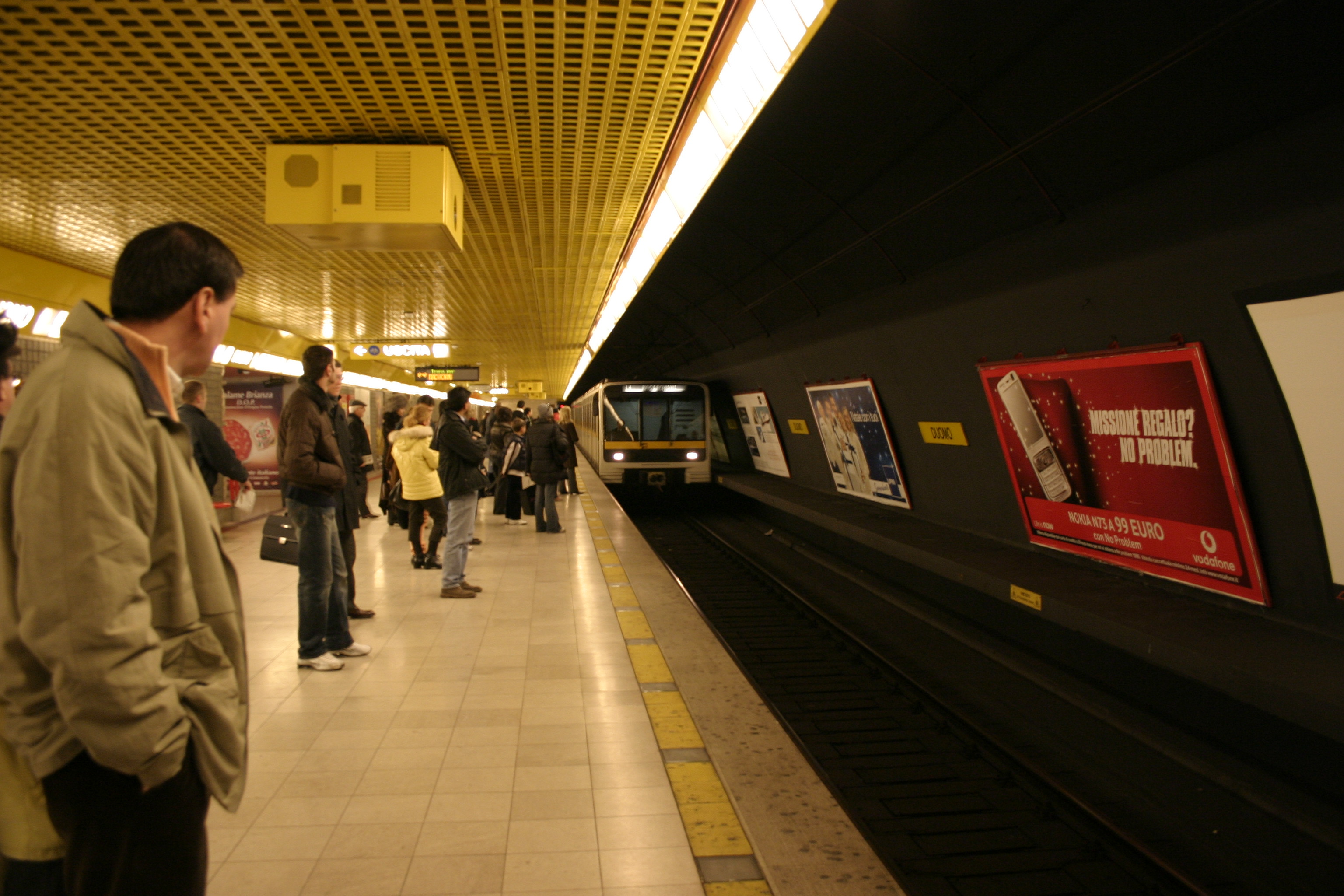
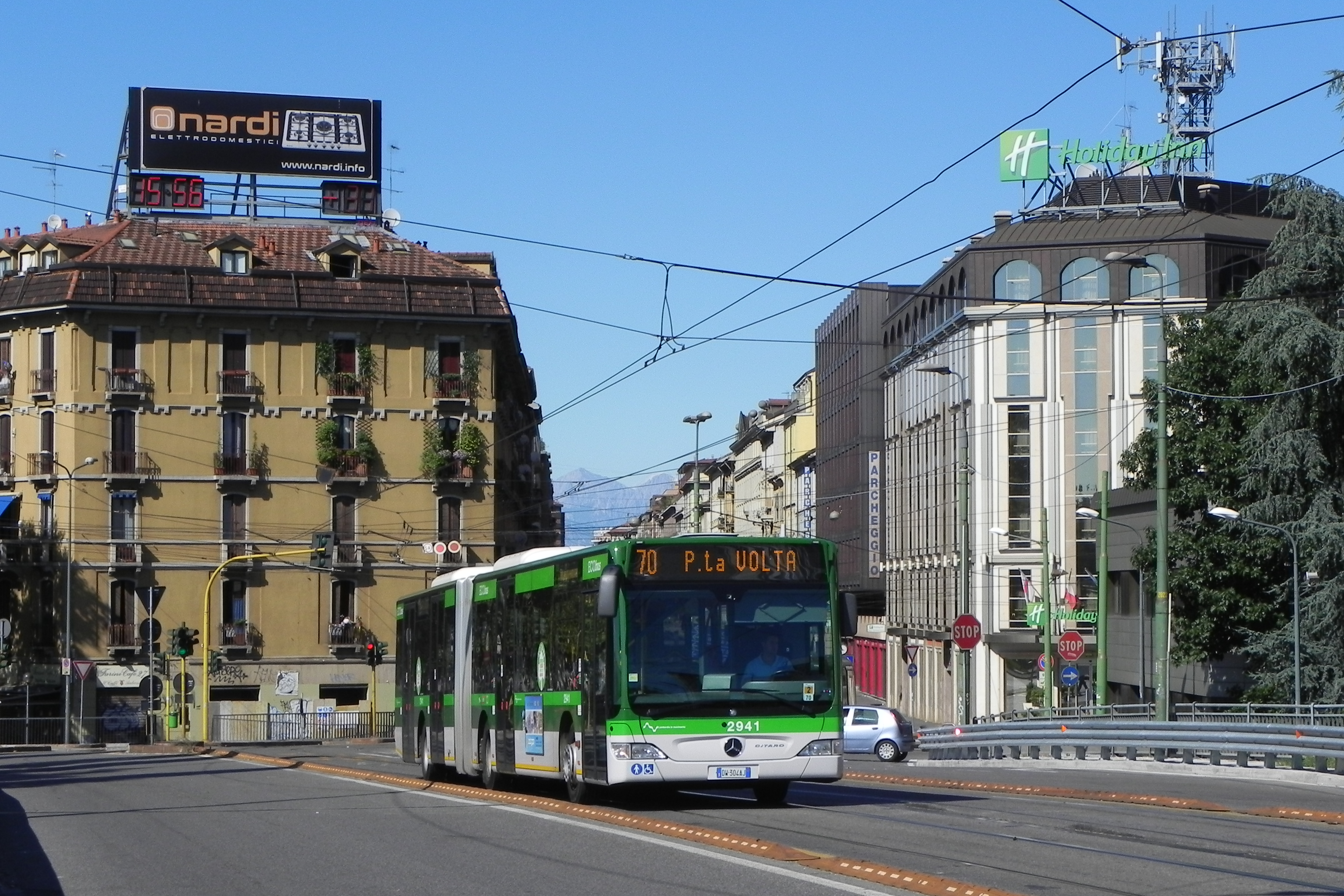
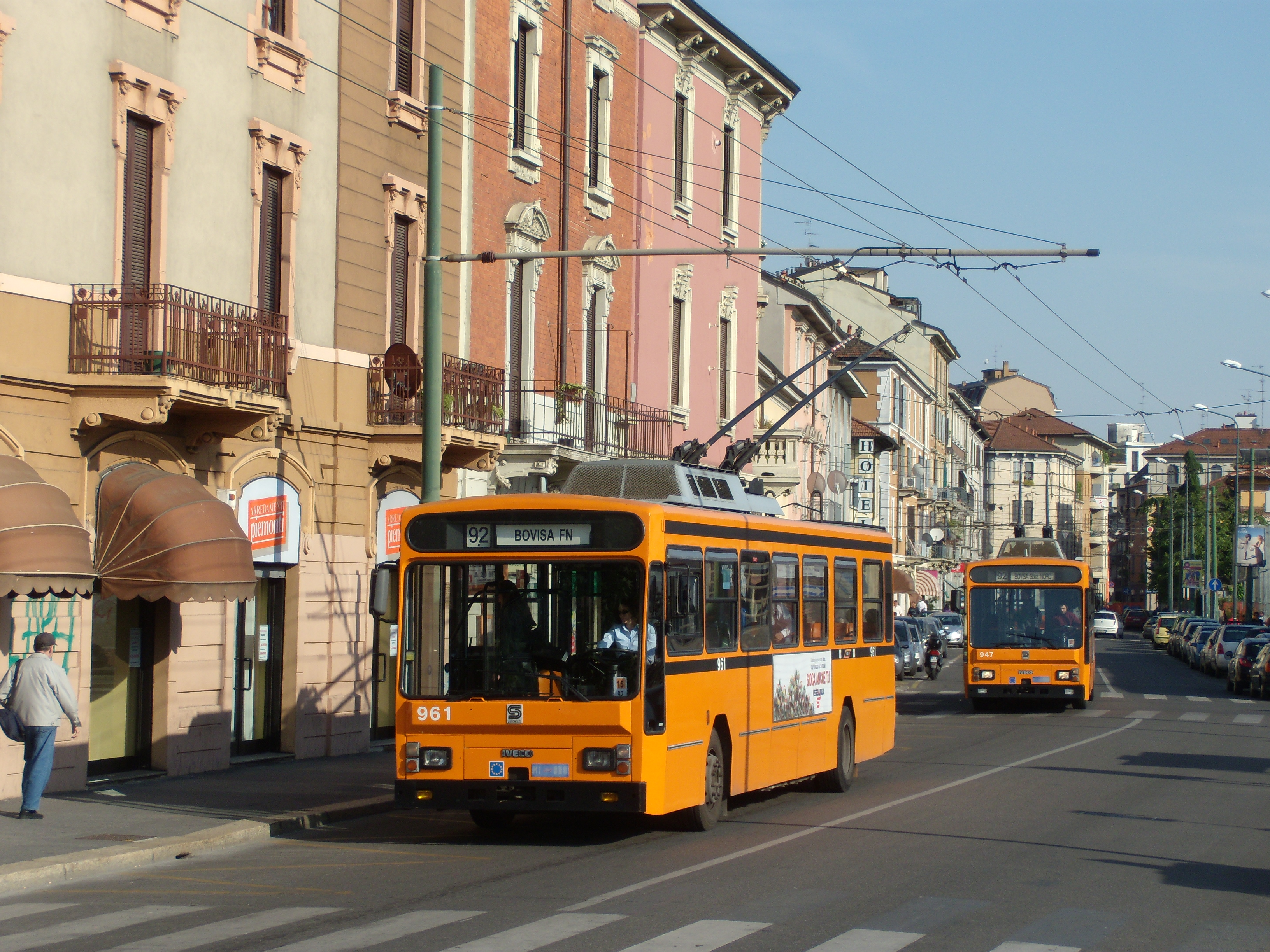
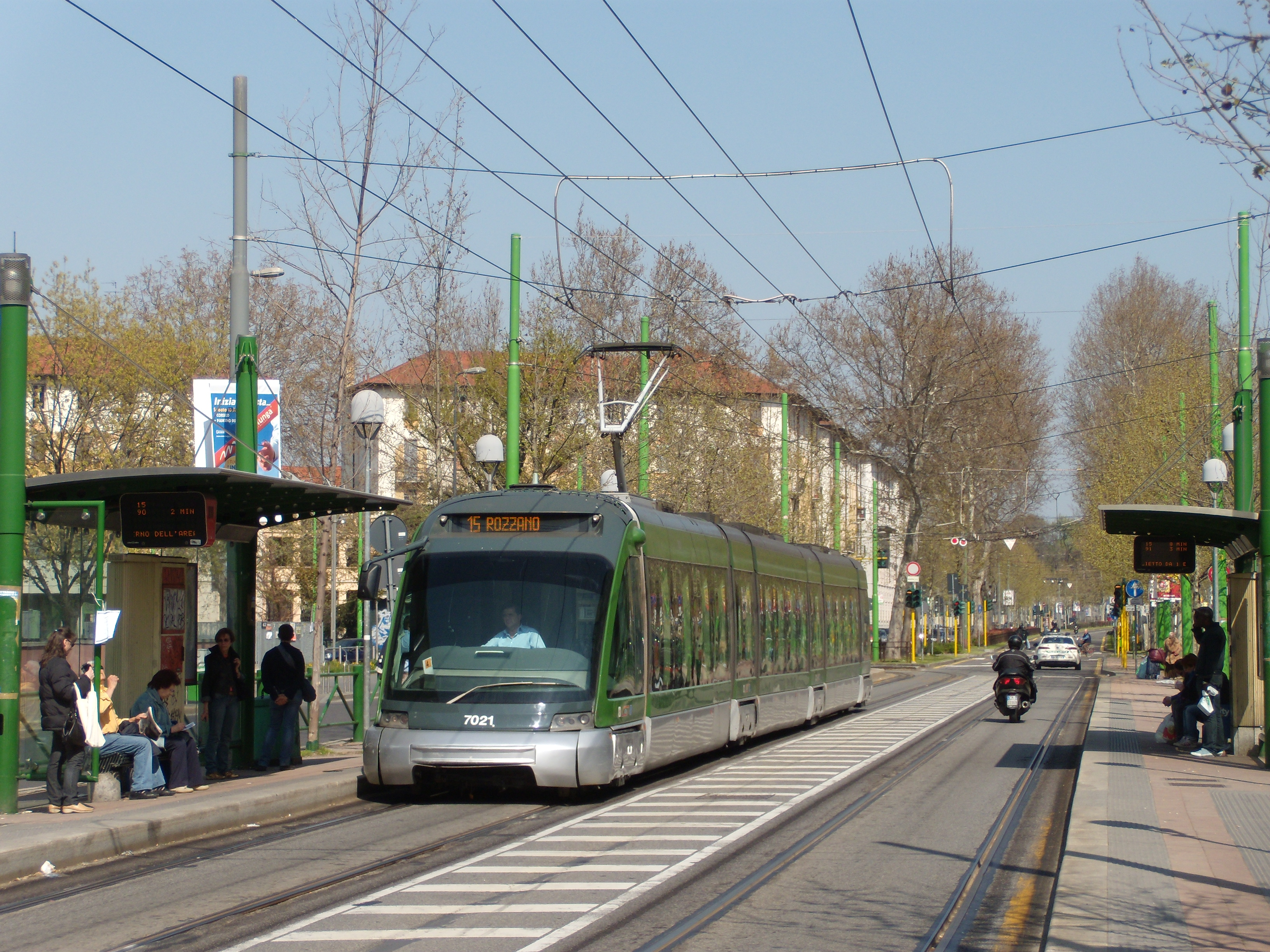
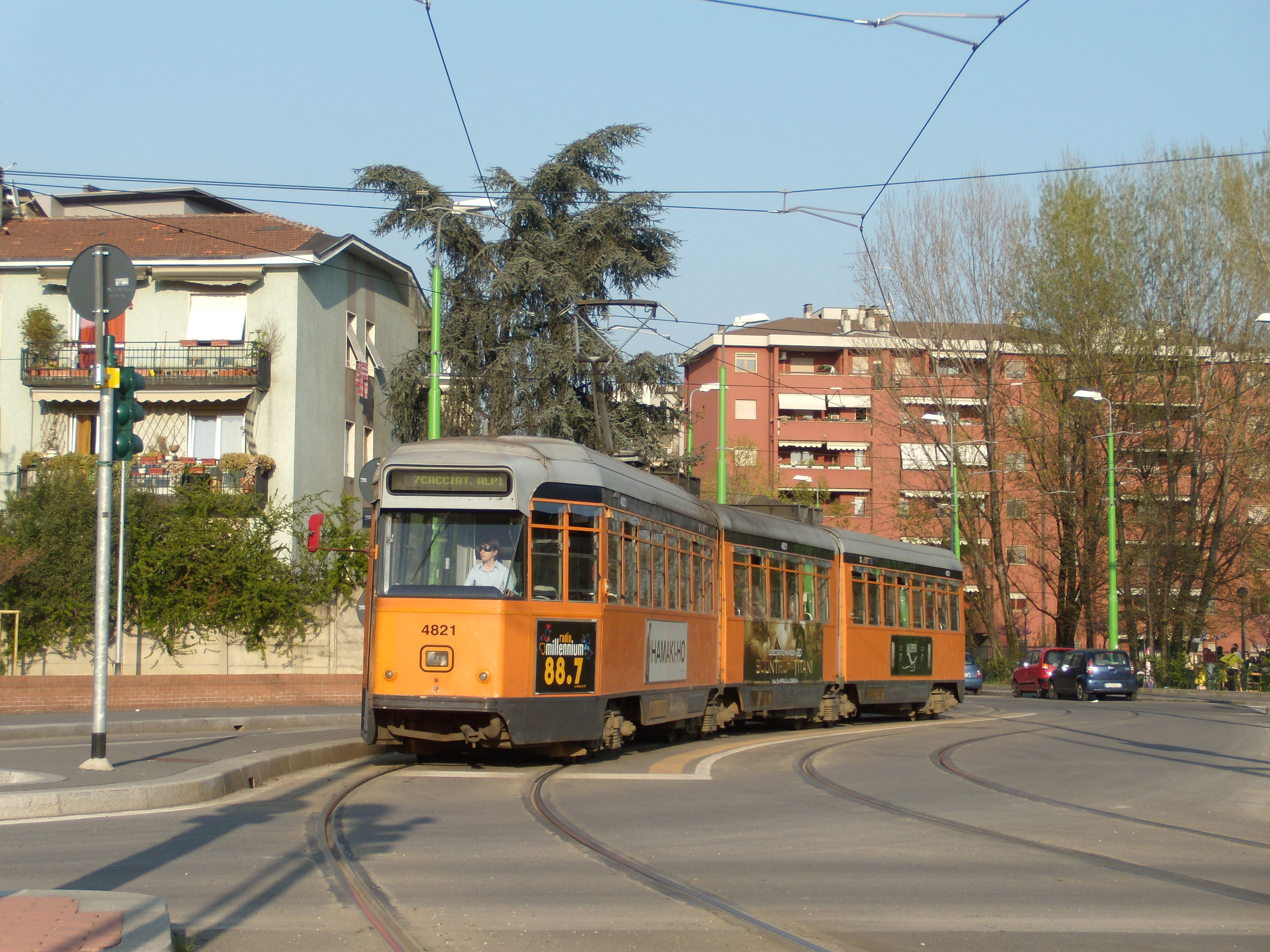